# Volvocaceae
Famille
Les Volvocaceae sont une famille d'algues vertes de l'ordre des Chlamydomonadales selon AlgaeBase (1er avril 2018), selon ITIS (1er avril 2018) et selon NCBI (1er avril 2018) mais des Volvocales selon World Register of Marine Species (1er avril 2018). 

## Étymologie
Le nom vient du genre type Volvox qui vient du latin volvo, « je roule » (infinitif volvere « rouler, tourner »), en référence à la forme en boule de l'algue. La marque d'automobiles suédoises Volvo a la même étymologie.

## Liste des genres
Selon AlgaeBase (1er avril 2018) :
- Besseyosphaera W.R.Shaw
- Campbellosphaera W.Shaw
- Colemanosphaera Nozaki
- Conradimonas Kufferath
- Eudorina Ehrenberg ex Ralfs
- Hamakko Nakada
- Hemiflagellochloris S.Watanabe, S.Tsujimura, T.Misono, S.Nakamura & H.Inoue
- Janetosphaera W.Shaw
- Lundiella Y.S.R.K. Sarma & R.Shyam
- Mastigosphaera Schewiakoff
- Merrillosphaera W.R.Shaw
- Pandorina Bory de Saint-Vincent
- Platydorina Kofoid
- Platymonas G.S.West
- Pleodorina W.R.Shaw
- Stephanoon Schewiakoff
- Tabris Nakada
- Volvox Linnaeus
- Volvulina Playfair
- Yamagishiella H.Nozaki